# Красовський Анатолій Степанович
Анатолій Степанович Красовський (біл. Анатоль Сцяпанавіч Красоўскі; 17 травня 1952, м. Крупки, Мінська область, БРСР, СРСР — зник 16 вересня 1999) — білоруський опозиціонер режиму Лукашенка, викладач, видавець і підприємець, що 1999 року зник у Мінську за нез'ясованих обставин.

## Життєпис
Закінчив фізичний факультет Білоруського державного університету. Має звання кандидата філософських наук, є автором десятків наукових праць та низки підручників, розробник шкільного курсу «Етика та психологія сімейного життя» (рос. Этика и психология семейной жизни). 1989 року заснував ВАТ «Красико» (рос. ООО «Красико» ; згодом група компаній). З початку 1990-х головний підприємець, видавець журналів «Я+Я», «Ідэал» та інших. Займався благодійністю, надавав фінансову підтримку низці громадських організацій Білорусі. Був одружений, мав двох доньок.

## Зникнення
Красовський відомий як друг політика Віктора Гончара, одного з лідерів білоруської опозиції наприкінці 90-х. 16 вересня 1999 р. Красовський і Гончар зникли за нез'ясованих обставин у Мінську.
У січні 2003 року прокуратура Мінська зупинила кримінальне провадження за фактом зникнення В. Гончара та А. Красовського. Серед можливих причетних до їхнього зникнення ЗМІ називали ексгенерального прокурора та колишнього секретаря Ради безпеки Віктора Шеймана, колишнього міністра внутрішніх справ Юрія Сівакова та колишнього командувача спецзагону Дмитра Павліченка, які з 2004 року входять у «Чорний список ЄС», список спеціально позначених громадян і заблокованих осіб США.
2012 року дочка та вдова виграли судовий процес проти держави Білорусь через зникнення Анатолія Красовського в Комітеті ООН з прав людини. Комітет зобов'язав Білорусь забезпечити: ретельне та ефективне розслідування; кримінальне переслідування та покарання винних; належну інформацію про результати розслідування; належної компенсації, а також опублікувати додане рішення Комітету з прав людини та забезпечити його широке поширення російською та білоруською мовами в Білорусі. Проте режим Лукашенка проігнорував це рішення, а також інші скарги білорусів у Комітет з прав людини на тій підставі, що вони не визнають компетенцію Комітету.